# Acanthomigdolus quadricollis
Acanthomigdolus quadricollis  (лат.) — вид жуков-весперид из подсемейства Anoplodermatinae. Распространён в Чили и центральной Аргентине (Буэнос-Айрес).